# Vela Luka
Pour les articles homonymes, voir Vela.
Vela Luka (en italien, Vallegrande) est un village et une municipalité située l'île de Korčula, dans le comitat de Dubrovnik-Neretva, en Croatie. Au recensement de 2001, la municipalité comptait 4 380 habitants, dont 97,58 % de Croates.Cette agglomération se développa au début du XIXe siècle dans une profonde baie bien protégée. On y trouve maisons d'habitations et plusieurs hôtels ainsi qu'un centre de traitement des affections rhumatismales et le centre de réhabilitation Kalos. Les habitants se dédient principalement à l'agriculture, à la pêche, au tourisme, et sur place se trouve le chantier naval de Greben, la fabrique de conserves de poisson Jadranka et d'autres petites entreprises industrielles et commerciales.

## Géographie
Au fond de la baie du même nom, Vela Luka (du croate "vela": grand, et "luka": le port) est une des deux principales villes de l'île de Korčula, située à l'extrémité occidentale de cette dernière. Devenue très touristique depuis à peine quelques années, la réputation de cette île de la mer Adriatique, au large de la Croatie, venait autrefois de son importante industrie de la sardine. La production d'huile d'olive y est encore, par ailleurs, réputée dans tout le pays. Deux petites iles désertes, face à la baie de Vela Luka, peuvent se visiter à partir de navettes régulières : Proizd et Osjak.